# Регламент про міжнародні дзвінки
Регламент № 2018/1971 встановлює максимальні обмеження цін на міжнародний зв’язок всередині ЄС, який здійснюється з держав, у яких абоненти живуть у своїй мережі. Регламент також стосується створення органу регулювання в сфері телекомунікацій. Цей регламент був прийнятий 11 грудня 2018 року та офіційно запровадив діяльність Європейського органу з питань електронних комунікацій (BEREC – Body of European Regulators for Electronic Communications) та Агентства підтримки BEREC (BEREC Office). Регламент № 2018/1971 сприяє забезпеченню стабільности та єдности у регулюванні телекомунікаційного ринку в Європейському Союзі, що дозволяє створити сприятливі умови для розвитку новітніх технологій, таких як 5G, а також сприяє захисту прав користувачів і підтримці конкуренції.

## Територіальний обсяг

Держави, де застосовуються правила (синім і зеленим кольором)

Регламент поширюється на 30 країн-членів ЄЕЗ (усі 27 країн-членів ЄС, а також 3 країни-члени ЄАВТ – Ісландія, Ліхтенштейн і Норвегія).
- Австрія
- Бельгія
- Болгарія
- Хорватія
- Кіпр
- Чехія
- Данія
- Естонія
- Фінляндія
- Франція
- Німеччина
- Греція
- Угорщина
- Ісландія
- Ірландія
- Італія
- Латвія
- Ліхтенштейн
- Литва
- Люксембург
- Мальта
- Нідерланди
- Норвегія
- Польща
- Португалія
- Румунія
- Словаччина
- Словенія
- Іспанія
- Швеція

## Ціни
| Чинний від                                                           | Чинний від             | 15 травня 2019 р.                  |
| Діє до                                                               | Діє до                 | 14 травня 2024 р.                  |
|                                                                      |                        |                                    |
| Сервіс                                                               | Одиниця                | Максимальна ціна (у євро, без ПДВ) |
| Обмеження роздрібної торгівлі (стосується передплатників)            |                        |                                    |
| Вихідні міжнародні дзвінки з домашньої мережі на будь-який номер ЄЕЗ | ціна 1 хв              | 0,19                               |
| Вихідні міжнародні дзвінки з домашньої мережі на будь-який номер ЄЕЗ | розрахунковий інтервал | Не регулюється                     |
|                                                                      |                        |                                    |
| Вихідне текстове повідомлення на будь-який номер ЄЕЗ                 | ціна 1 повідомлення    | 0,06                               |
|                                                                      |                        |                                    |
| Легенда                                                              | Минуле                 |                                    |
| Легенда                                                              | Зараз                  |                                    |
| Легенда                                                              | Майбутнє               |                                    |

### Місцеві ліміти цін
Якщо максимальні ціни деноміновані в інших валютах, крім євро, початкові ліміти розраховуються з використанням середнього значення довідкових обмінних курсів, опублікованих в Офіційному віснику Європейського Союзу 15 січня, 15 лютого та 15 березня 2019 року. З 2020 року ліміти у валютах, відмінних від євро, переглядаються щорічно. Переглянуті ліміти застосовуються з 15 травня з використанням середнього значення довідкових обмінних курсів, опублікованих в Офіційному віснику Європейського Союзу 15 січня, 15 лютого та 15 березня того ж року.